# Lista de municípios de Rondônia por Índice FIRJAN de Gestão Fiscal
Para contribuir com uma gestão pública eficiente e democrática, o Sistema FIRJAN desenvolveu o Índice FIRJAN de Gestão Fiscal. Uma ferramenta de controle social que tem como objetivo estimular a cultura da responsabilidade administrativa, possibilitando maior aprimoramento da gestão fiscal dos municípios, bem como o aperfeiçoamento das decisões dos gestores públicos quanto à alocação dos recursos.
O Índice de Gestão Fiscal é composto por cinco indicadores:
- Receita Própria
- Gastos com Pessoal
- Investimentos
- Liquidez
- Custo da Dívida

## Índice de Gestão dos Municípios de Rondônia
Lista das cidades de Rondônia por Índice de Gestão Fiscal, elaborado pelo Instituto FIRJAN. Dados de 2015.
| Posição | Município                 | Índice 2015 |
| ------- | ------------------------- | ----------- |
| 1       | Espigão do Oeste          | 0.7269      |
| 2       | São Francisco do Guaporé  | 0.7184      |
| 3       | Ji-Paraná                 | 0.6927      |
| 4       | Cabixi                    | 0.6878      |
| 5       | Cacoal                    | 0.6733      |
| 6       | Porto Velho               | 0.6498      |
| 7       | Ariquemes                 | 0.6326      |
| 8       | Cerejeiras                | 0.6291      |
| 9       | Governador Jorge Teixeira | 0.6276      |
| 10      | Seringueiras              | 0.6073      |
| 11      | Nova União                | 0.6012      |
| 12      | Parecis                   | 0.5923      |
| 13      | Urupá                     | 0.5824      |
| 14      | Pimenta Bueno             | 0.5811      |
| 15      | Campo Novo de Rondônia    | 0.5699      |
| 16      | São Miguel do Guaporé     | 0.5634      |
| 17      | Castanheiras              | 0.5541      |
| 18      | Buritis                   | 0.5528      |
| 19      | São Felipe d'Oeste        | 0.5498      |
| 20      | Vilhena                   | 0.5469      |
| 21      | Ouro Preto do Oeste       | 0.5450      |
| 22      | Presidente Médici         | 0.5391      |
| 23      | Monte Negro               | 0.5382      |
| 24      | Teixeirópolis             | 0.5284      |
| 25      | Corumbiara                | 0.5243      |
| 26      | Vale do Anari             | 0.5238      |
| 27      | Nova Mamoré               | 0.5204      |
| 28      | Jaru                      | 0.5180      |
| 29      | Primavera de Rondônia     | 0.5056      |
| 30      | Cacaulândia               | 0.4972      |
| 31      | Pimenteiras do Oeste      | 0.4910      |
| 32      | Cujubim                   | 0.4897      |
| 33      | Santa Luzia d'Oeste       | 0.4803      |
| 34      | Alvorada d'Oeste          | 0.4770      |
| 35      | Itapuã do Oeste           | 0.4659      |
| 36      | Alta Floresta d'Oeste     | 0.4575      |
| 37      | Rolim de Moura            | 0.4558      |
| 38      | Chupinguaia               | 0.4544      |
| 39      | Alto Paraíso              | 0.4435      |
| 40      | Novo Horizonte do Oeste   | 0.4340      |
| 41      | Machadinho d'Oeste        | 0.4289      |
| 42      | Nova Brasilândia d'Oeste  | 0.4280      |
| 43      | Theobroma                 | 0.4094      |
| 44      | Alto Alegre dos Parecis   | 0.4022      |
| 45      | Ministro Andreazza        | 0.4013      |
| 46      | Vale do Paraíso           | 0.3451      |
| 47      | Rio Crespo                | 0.3296      |
| 48      | Guajará-Mirim             | 0.3030      |
| 49      | Colorado do Oeste         | 0.3022      |
| 50      | Costa Marques             | 0.2531      |
|         | Candeias do Jamari        | sem dados   |
|         | Mirante da Serra          | sem dados   |